# Свято-Вознесенский собор (Белгород-Днестровский)
Свято-Вознесенский собор — самый крупный православный храм города Белгорода-Днестровского Одесской области. Находится на холме в центре города. Является памятником истории и архитектуры XIX века.

## История
Протоиерей Федор Малявинский был первым настоятелем Вознесенского собора в Аккермане. Назначен в Аккерман вскоре после освобождения города от турок в 1812 году, а уже через год предложил начать строительство православного храма. В 1813 году аккерманские болгары обратились к экзарху (епископу, руководителю церковного округа) Гавриилу с просьбой разрешить им построить для себя церковь, поэтому экзарх спросил совета Ф. Малявинского, протопопа (в начале XIX века — название протоиерея), и получил в ответе в частности: «Город Аккерман со всеми своими горожанами, в числе коих и те болгары числятся, не имеет хорошей церкви, а вмещается в такой турецкой мечети, которая по ветхости своей подвержена скорому разрушению. Построить же новую Церковь некому… Особенно же внимания на построение внутри города соборной церкви из градоправителей здешних никто ещё до сих пор не обращает… Не благоугодно ли нашему высокопреосвященству предоставить болгарскому обществу, дабы они буде имеют усердие построить церковь, чтобы таковую строили не вне, а внутри гор. Аккермана, где соединясь с славяно-российским обществом, могут общими усилиями предполагаемую ими церковь с двумя престолами выстроить без дальнего затруднения, чем могут оба сословия быть довольны. Марта 18 дня, 1813 года». В итоге были построены и болгарская церковь, и собор.
Нынешнее здание построено на месте старого турецкого кладбища на окраине, которую выбрали, потому что это была самая высокая точка города. В результате роста города район стал центральным.
Местный бутовый камень — известняковый ракушняк высокой прочности (не одесский ракушечник), из которого построена Аккерманская крепость, добывался в районе нынешнего порта и привозился местными жителями на протяжении долгих лет.
В 1820 году выполнена центральная часть с куполом и алтарем. В 1832 году было пристроено три портика по 4 колонны, и поэтому собор приобрёл вид креста.
В 1842 году строитель и первый настоятель храма Федор Малявинский после смерти был погребён под алтарем. Об этом свидетельствует памятная мраморная табличка на фасаде алтаря апсидной формы под фресками изображающими престольный праздник храма, в честь чего он был построен — Вознесение Господне. Во время ремонта фасада здания в 2010-х фрески заменены на мозаики.
До 1863 года кладбище было не огорожено, скот истаптывал могилы, надгробные памятники и кресты разрушались, и более состоятельные люди завещали погребать их при церквях, чтобы могилы их не подвергались такой небрежности. Умерший в 1862 году помещик Григорий Навроцкий завещал в пользу Вознесенского собора 300 рублей для того, чтобы тело его было погребено в ограде этого собора, а не на запущенном кладбище.
В 1870-х годах была выстроена новая четырехъярусная колокольня высотой около 40 м, которая была утрачена, обрушилась в 2004 году в результате своей ветхости и агрессивной внешней климатической среды. Восстановление колокольни проходило в 2010—2012 годах. Нынешняя колокольня отличается от предыдущей, имеются значительные отличия как купола с крестом так и самого последнего яруса с восьмигранником на самом верху. В реконструкции использовался кирпич и железобетон. На колокольне имеется 8 колоколов. Самый большой из них весит 6 тонн 160 кг. Колокол отлит на заводе Павла Рыжова в Харькове в то же время, когда была построена сама колокольня, с диаметрально расположенными изображениями икон Спасителя и Божьей Матери, в пространстве между ними — сложный лиственный орнамент.
С 1918 по 1940 года, во время пребывания Аккермана в составе Королевства Румынии, храм переходил под юрисдикцию Румынского Патриархата.

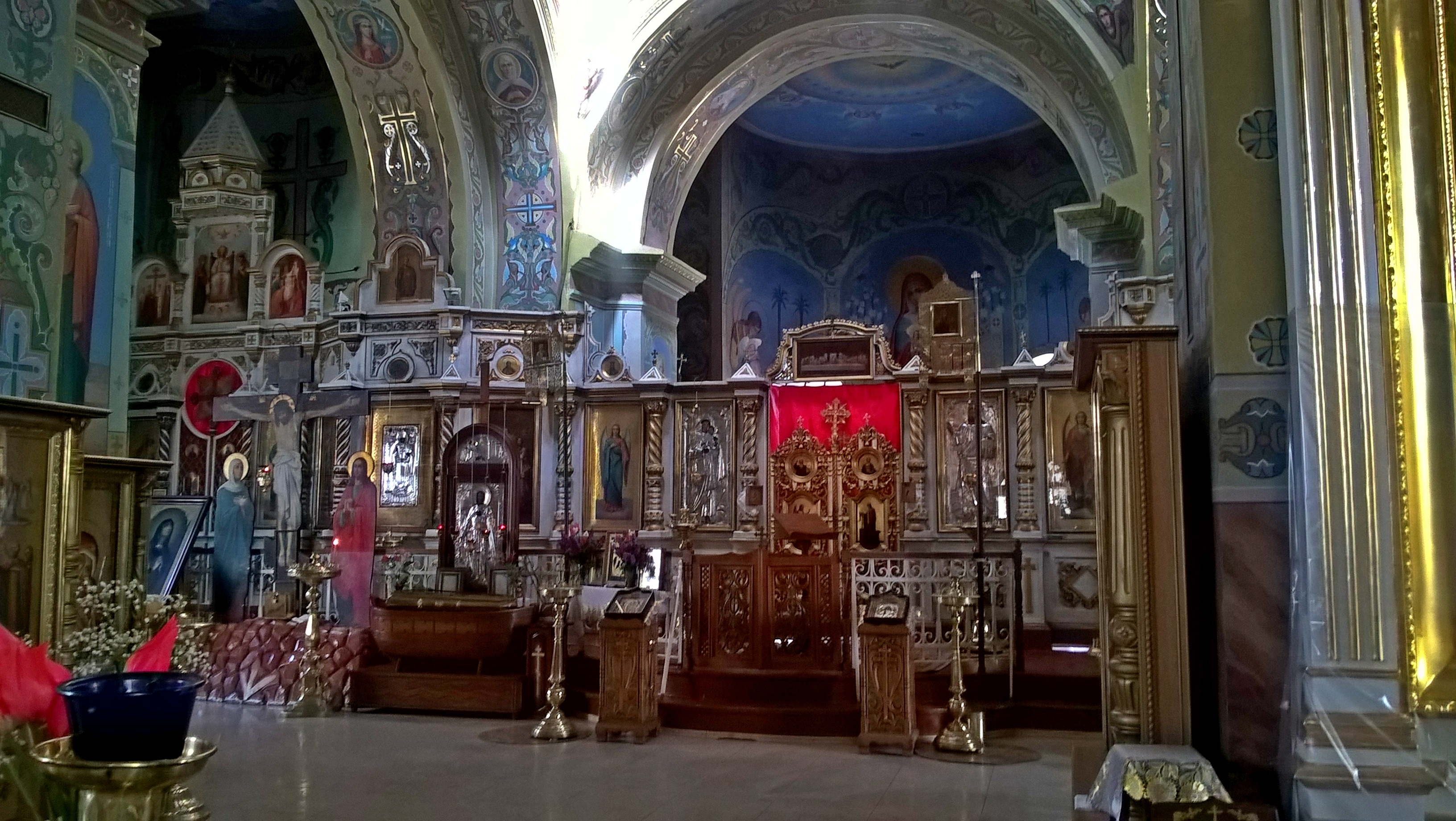
Внутреннее убранство сегодня (сохранился резной деревянный иконостас 1898 года)

Богатое убранство как внутри так и снаружи храма несколько изменилось со времён первоначальной задумки, губительно сказались годы советской эпохи. В 2012—2015 годах проводилась реставрация всего здания, храм окрасился в сине-голубые цвета с белыми архитектурными элементами (колонны, карнизы, пилястры и т. д.), появились новые мозаики вместо фресок и новая кровля (современная металлочерепица), а также был отделан цоколь тёмным гранитом синеватого оттенка.
Собор трёхпрестольный с позолоченным деревянным резным иконостасом. Первоначальная его форма — три яруса — не сохранилась, её изменили во время росписи храма в 1938—1939 годах. Иконостас сделали меньше, чтобы была видна алтарная апсида и запрестольный образ. Иконостасные иконы правого и левого приделов написаны на позолоте, в подражание афонскому письму, но в южнорусском стиле, который в древности считался каноном живописи. В куполе изображён Спас Вседержитель. Вокруг изображены херувимы, между окнами — ангелы, в поясе в медальонах написаны 8 апостолов, а в парусах — 4 евангелиста: Матфей, Марк, Лука и Иоанн Богослов. Потолок расписан: в центре — Бог Отец, а в медальонах — ветхозаветные пророки. Весь алтарь, купол и центральная часть потолка расписаны дипломированным художником А. Пискаревым совместно с сыном и дочерью.
В 2002 году на территории собора была построена часовня в честь 2000 летия Рождества Христова.

Фотогалерея
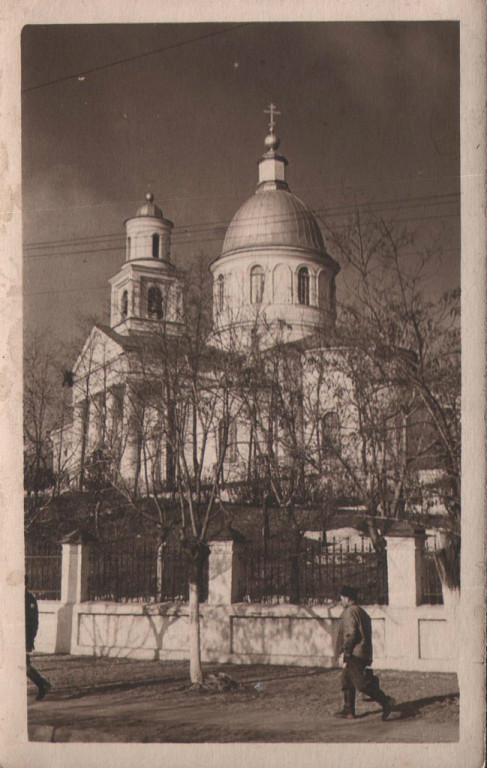
Вид в советский период, оригинальная колокольня до 2004 года
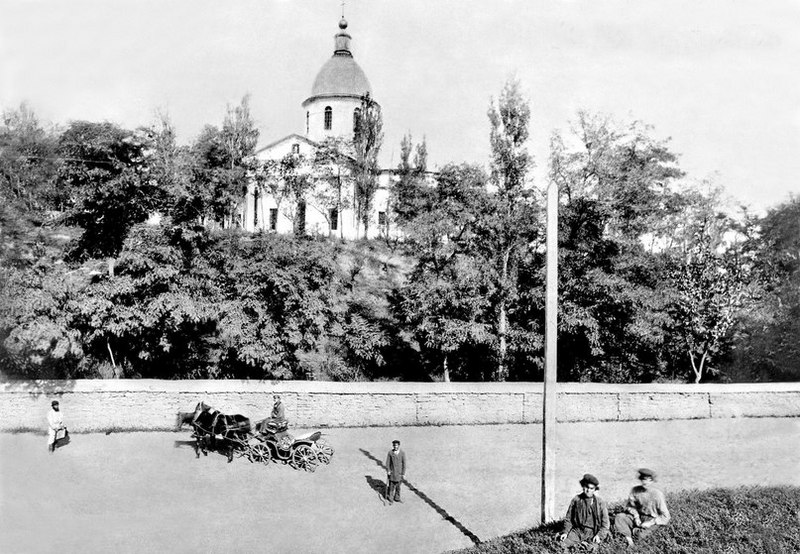
Фото Карла Мигурского. Самое первое фото храма 1860-х годов, 40-метровой колокольни и лестницы с поздним кованным забором ещё не было
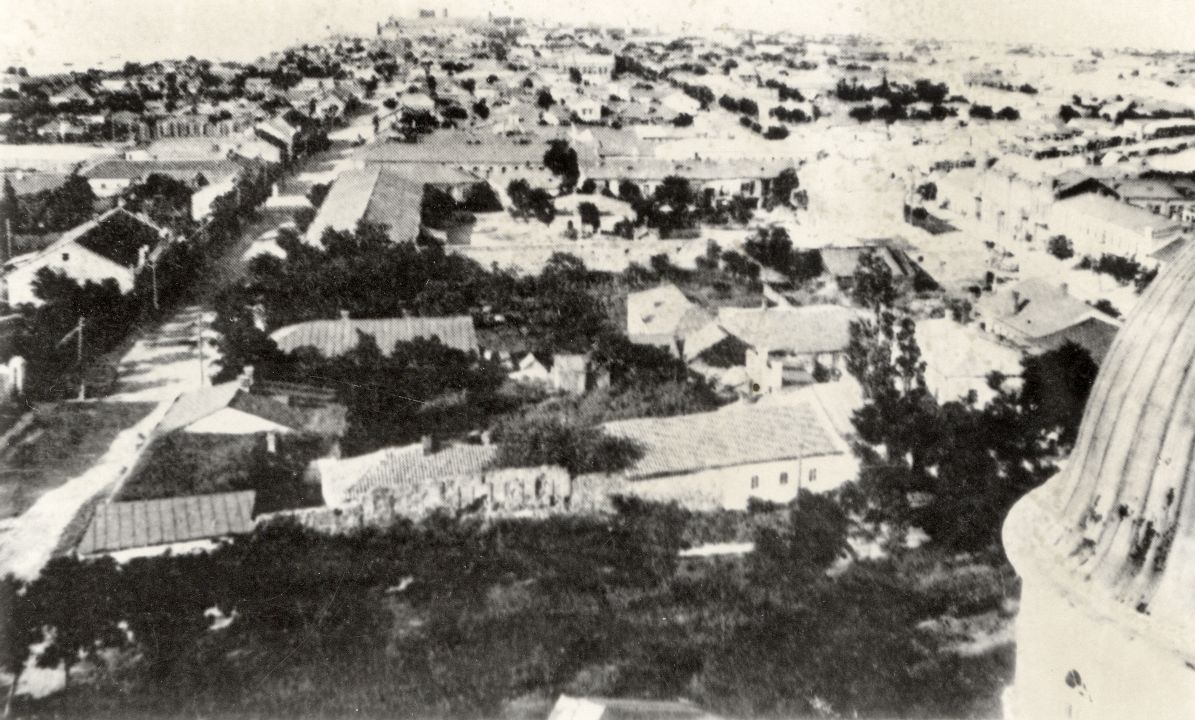
Старое фото, сделанное с колокольни/вид на центр города (нач. XX века)
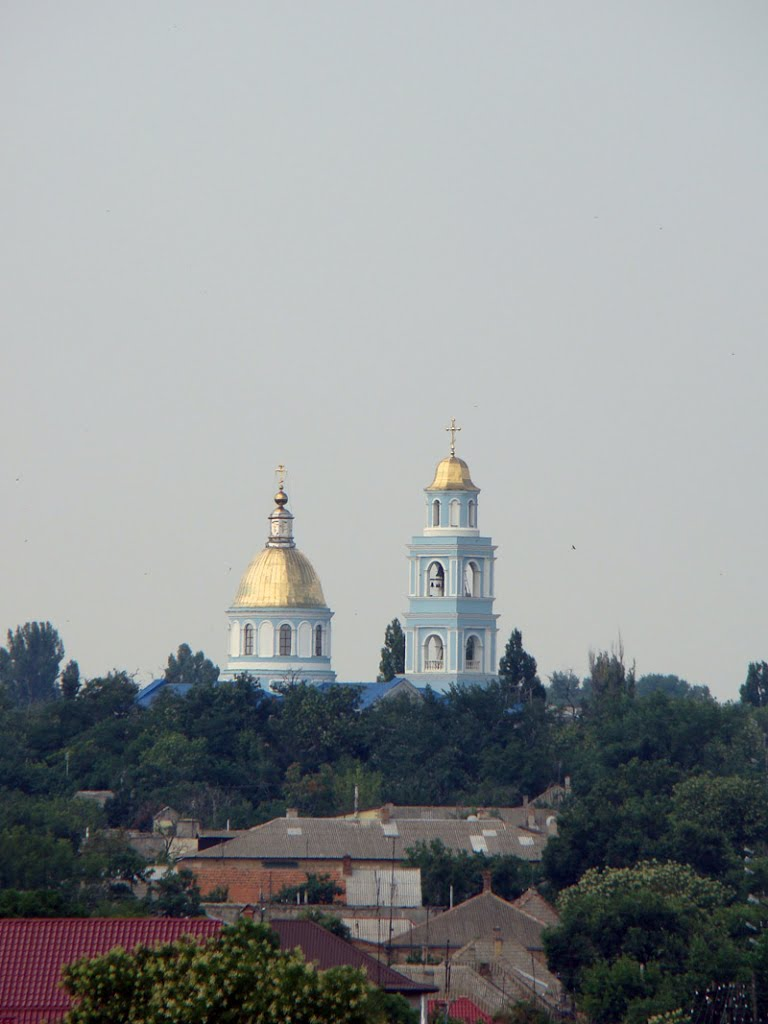
Современный общий вид
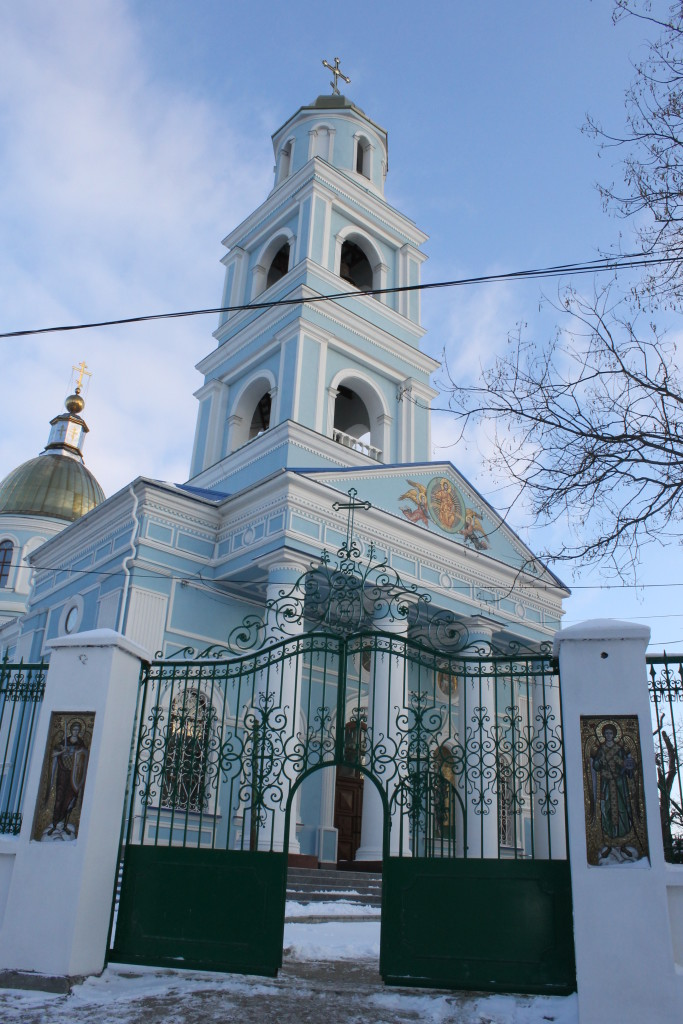
Современный общий вид 2016
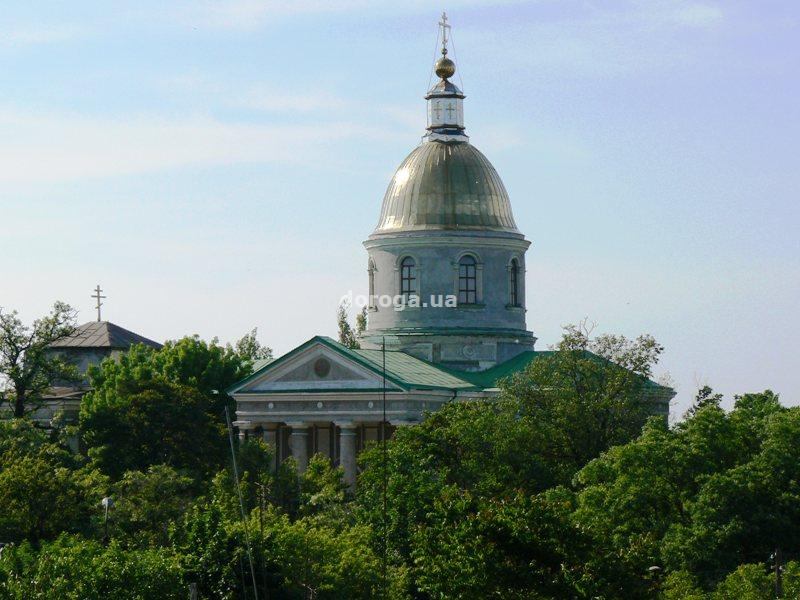
Фото без колокольни в 2009 году
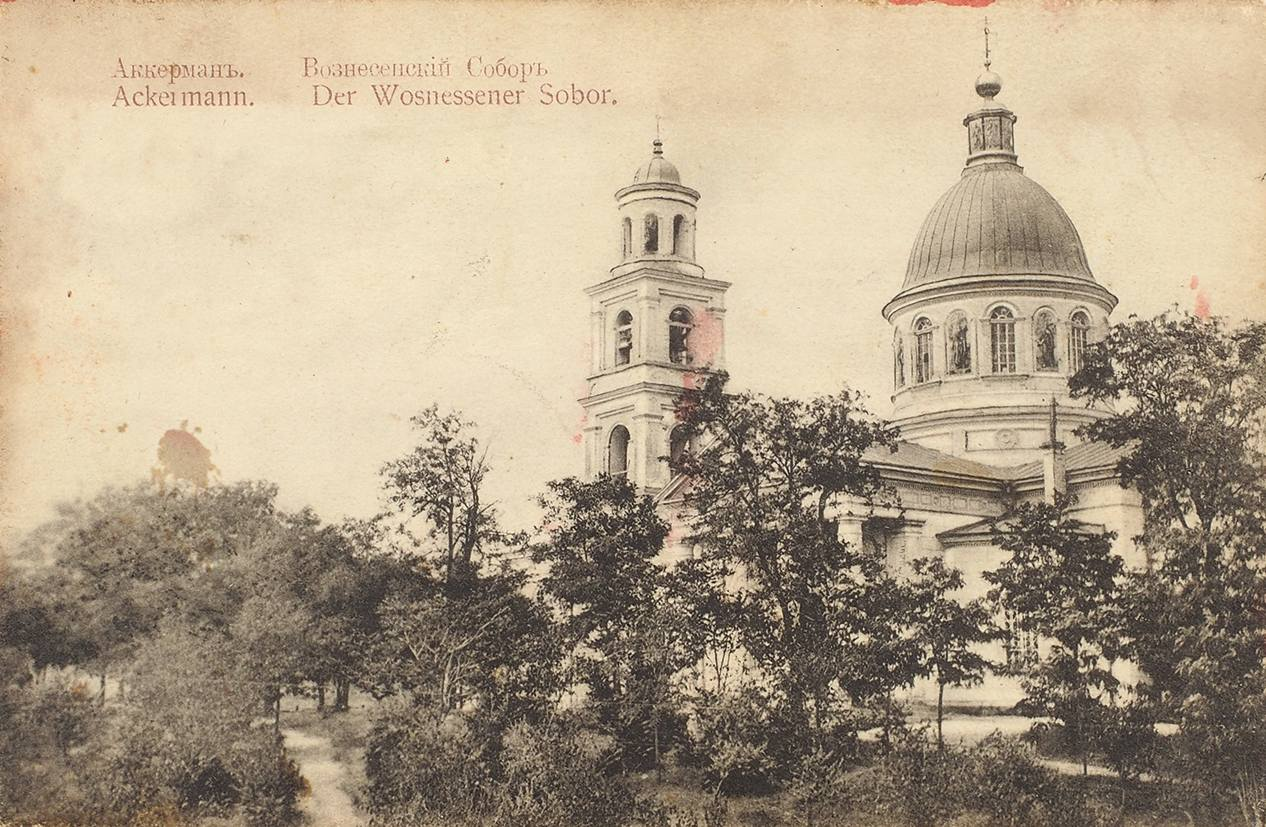
Оригинальное сооружение в дореволюционный период
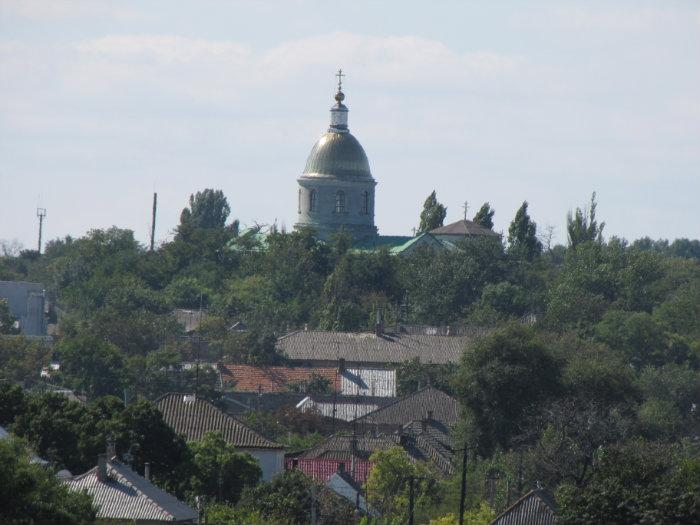
Без колокольни 2004-2012
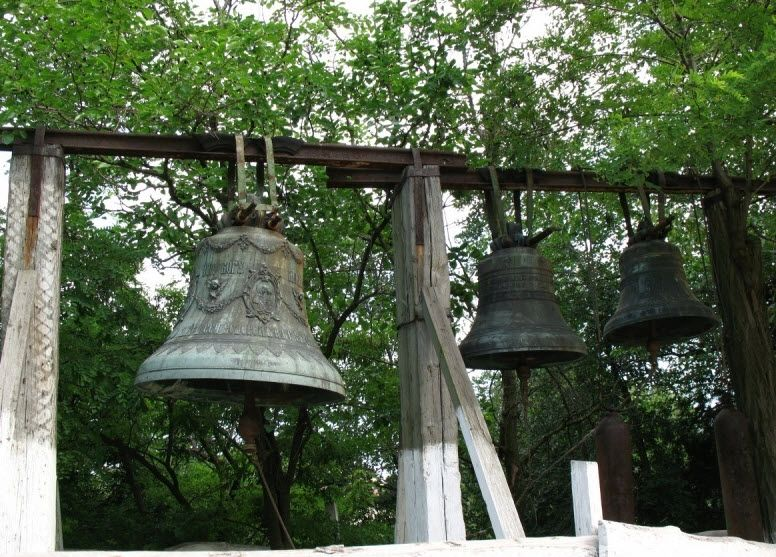
Временная звонница 2004-2012
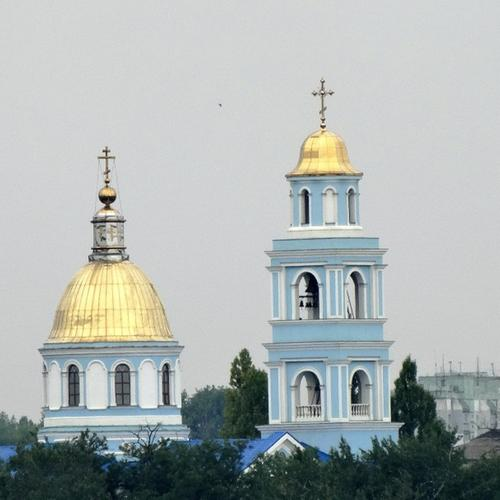
Современное фото
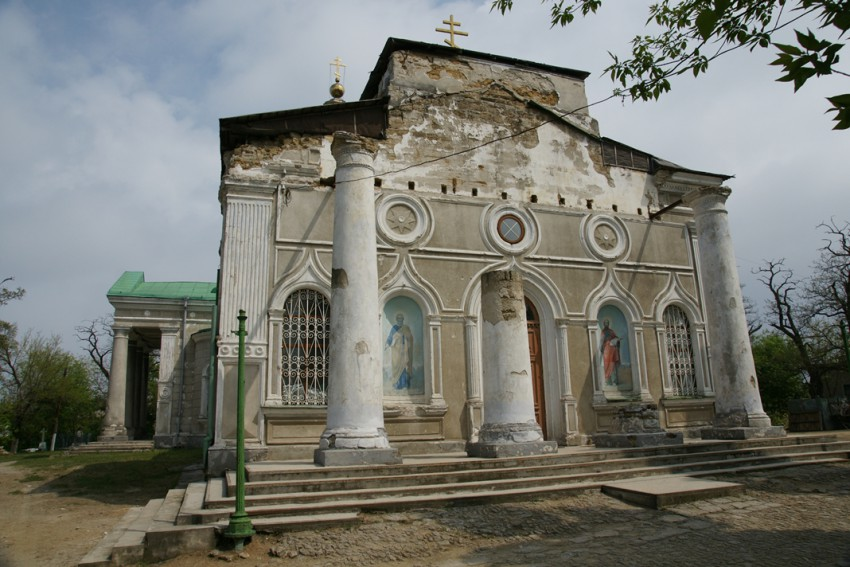
Поврежденная из-за падения колокольни в 2004 году западная часть храма - портик
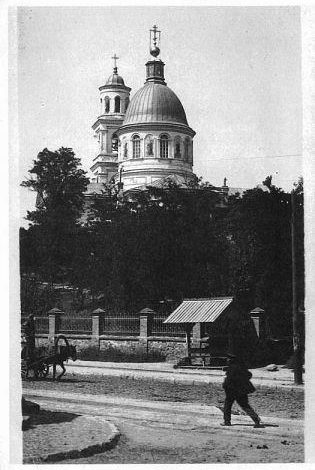
Дореволюционное фото памятника, после 1870-х появилась лестница спускающаяся к ул.Измаильской и новая версия забора - кованого чугунного
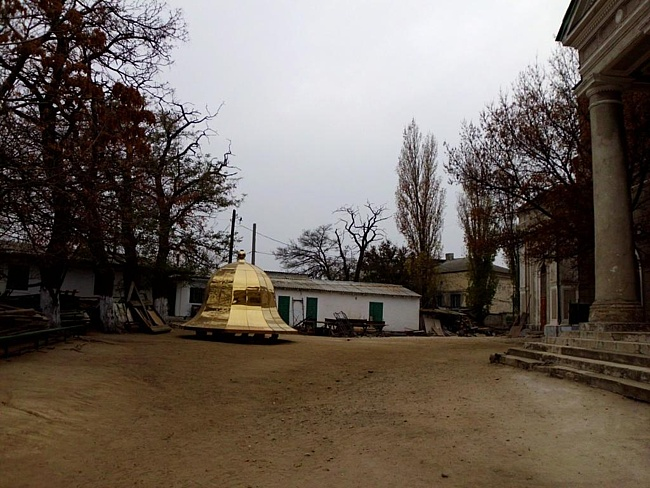
Новый купол для вновь отстраеимовой колокольни в 2011 году
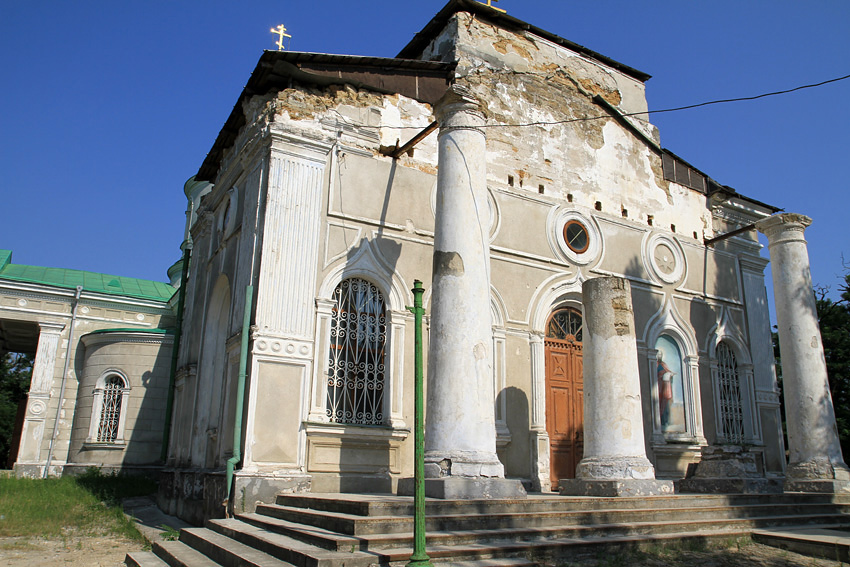
Руины западного портика в 2004 году после обвала колокольни
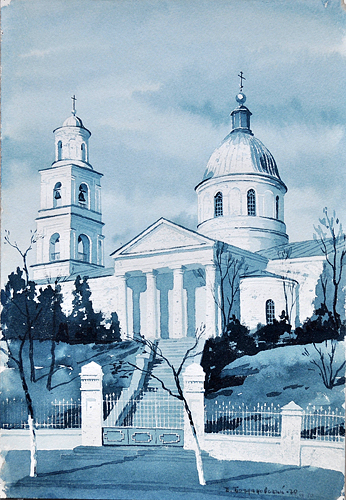
Богдановский В.С. Вознесенский собор. Белгород-Днестровский. 1970 год, 36х25, бумага, парафин, чернила
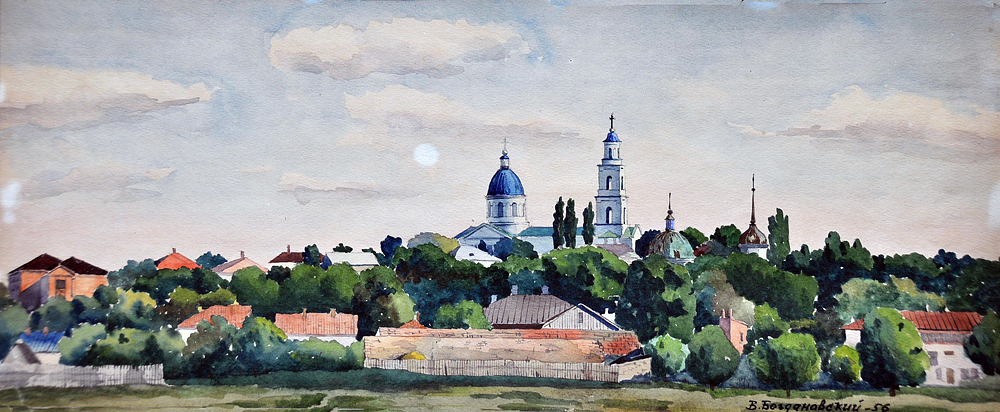
Богдановский В.С. Северная окраина города Белгород-Днестровский. 1956 год, 17х41, бумага, акварель
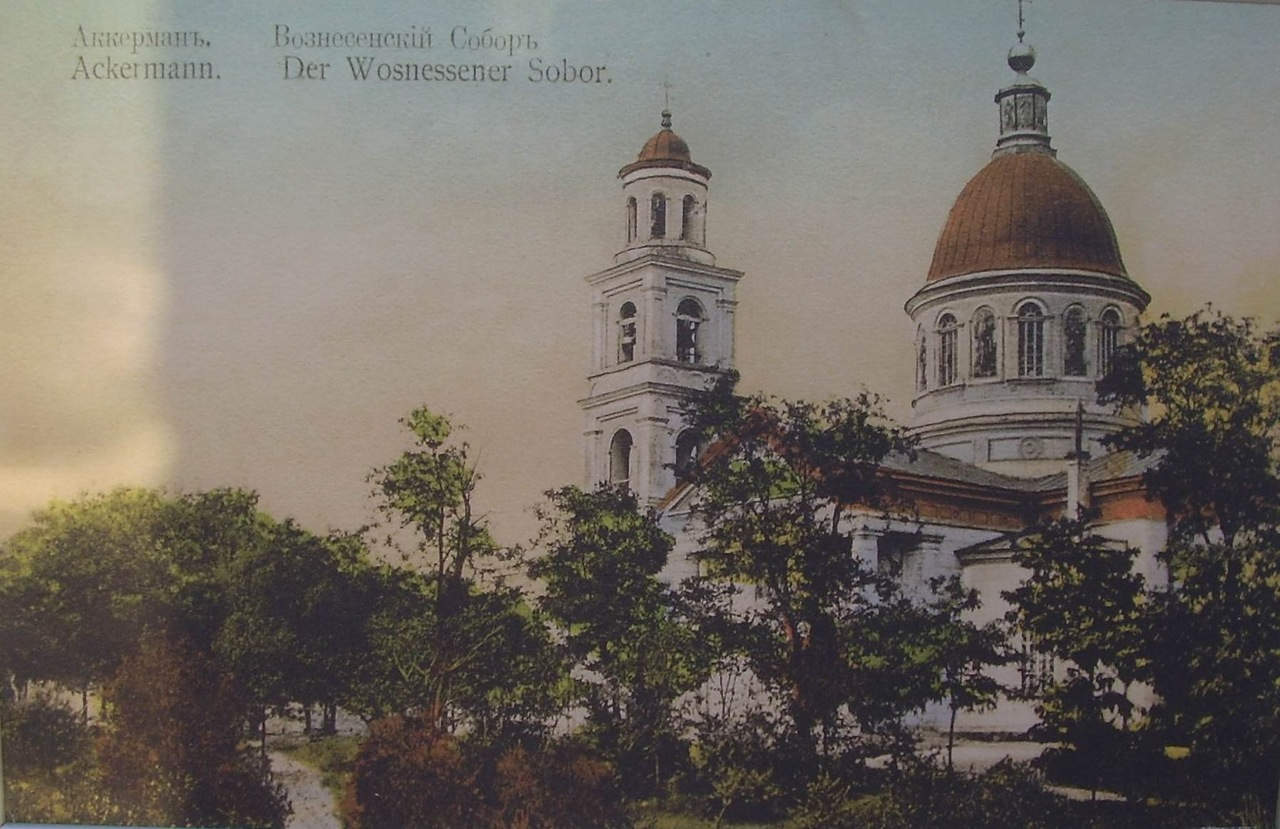
Дореволюционная открытка
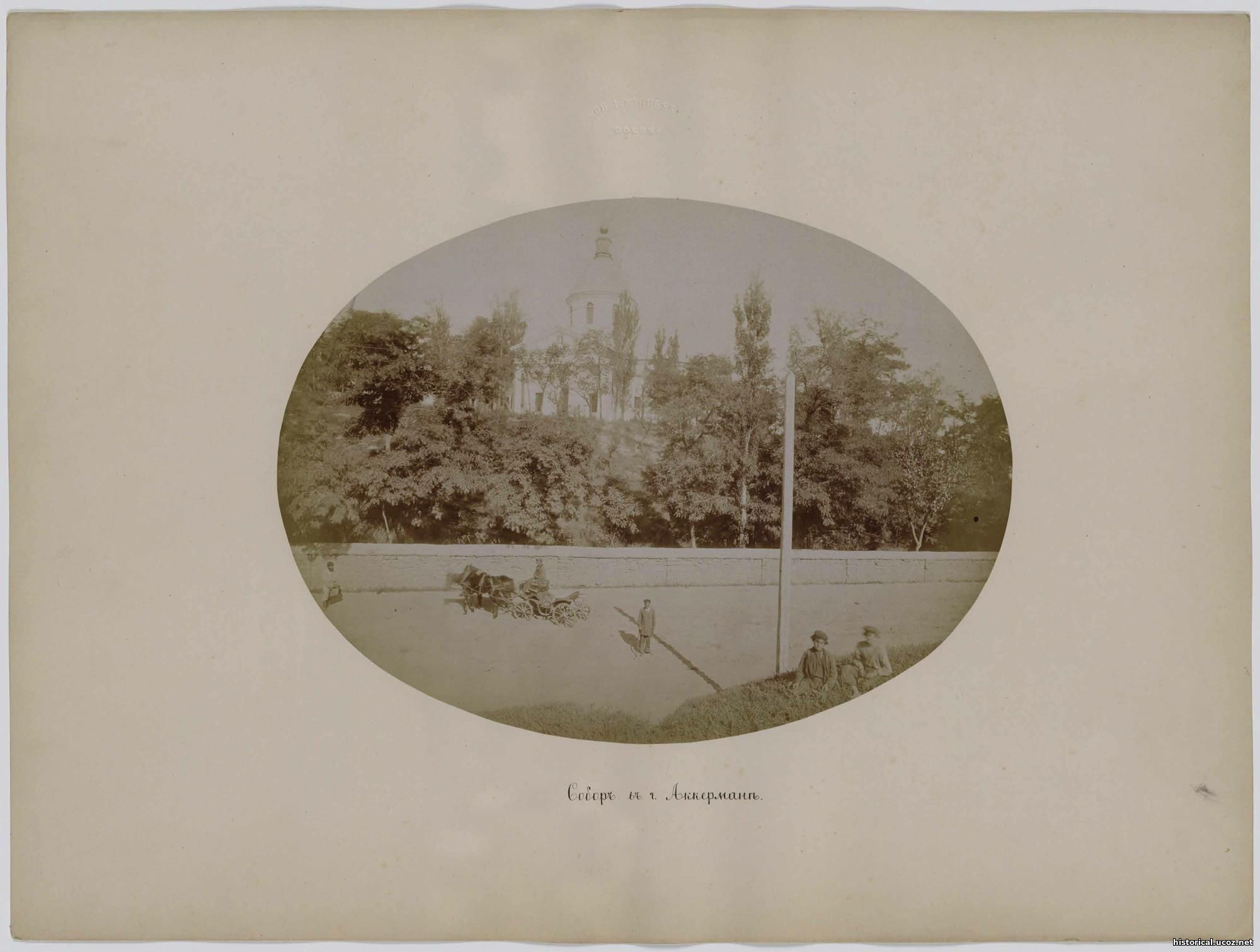
Первое фото храма сделано Карлом Мигурским в 1869 году
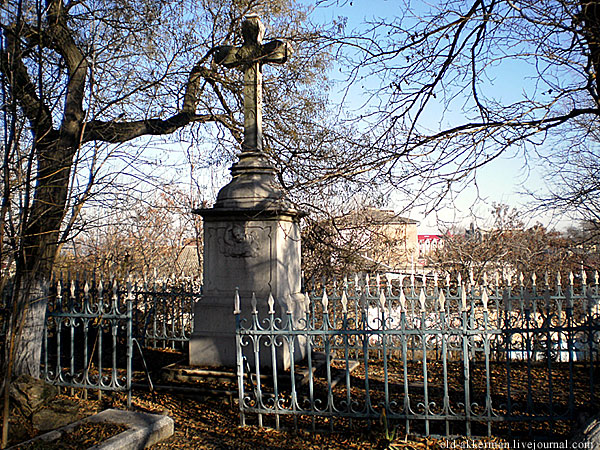
Могила 1860-х помещика Григория Навроцкого возле собора
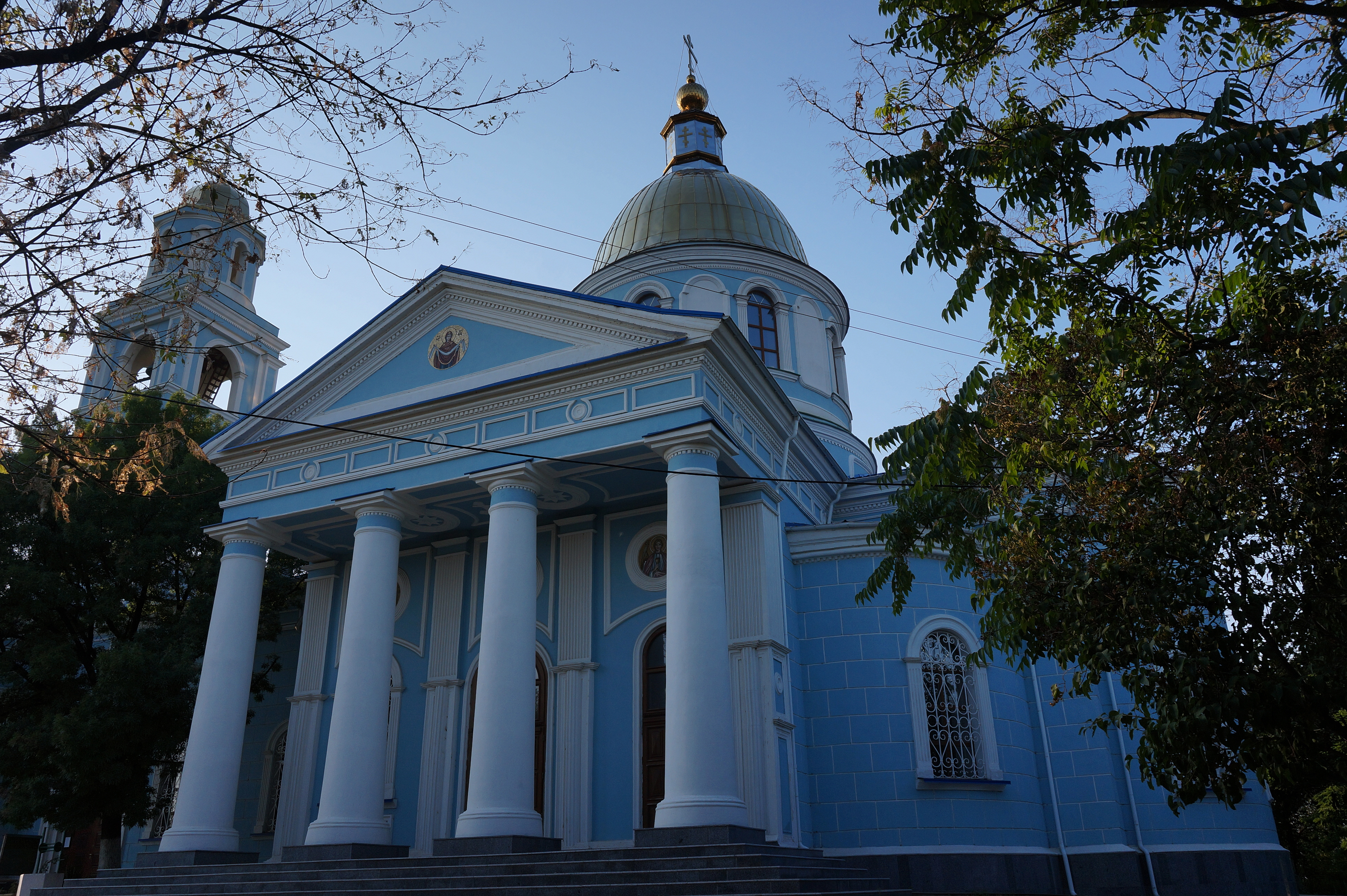
Современный внешний вид

## Святыни
В соборе хранится частица мощей великомученика Иоанна Сочавского и Гербовецкая икона Божией Матери (список).